# Untersteinbach (Hirschau)

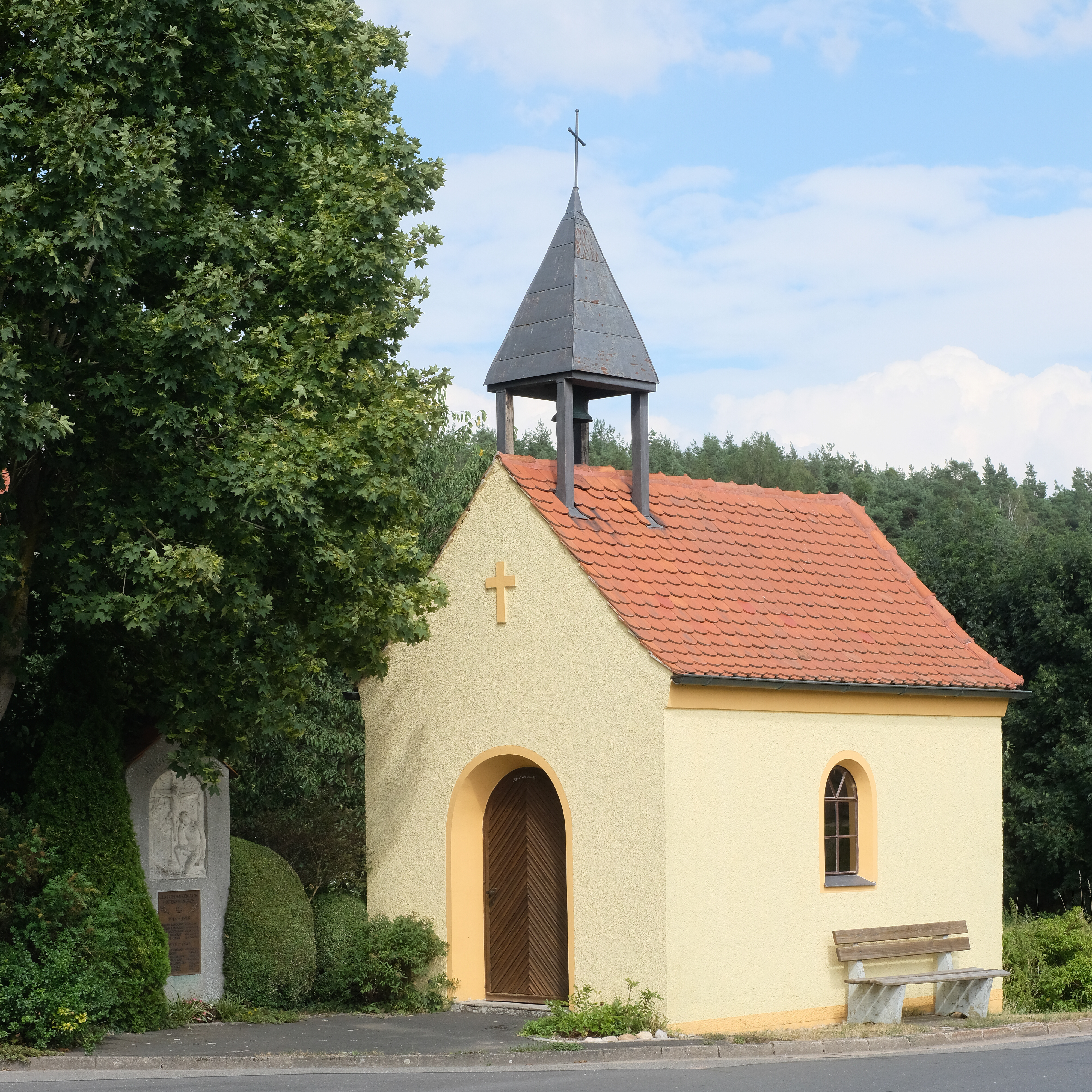
Kapelle Untersteinbach

Untersteinbach ist seit 1978 ein Gemeindeteil der Stadt Hirschau im Landkreis Amberg-Sulzbach in der Oberpfalz in Bayern, zuvor war Untersteinbach Gemeindeteil der zum gleichen Zeitpunkt eingegliederten Gemeinde Massenricht.

## Geographie

### Naturräumliche Zuordnung
Der Weiler Untersteinbach liegt im Norden des Oberpfälzischen Hügellandes. Da von den Einzelblättern 1:200.000 zum Handbuch der naturräumlichen Gliederung Deutschlands das Blatt 154/155 Bayreuth nicht erschienen ist, existiert für den Nordteil des Oberpfälzischen Hügellandes keine Feingliederung.
In einschlägiger Fachliteratur wird die geologische Untereinheit, in der Rödlas liegt, als Kohlberger Höhenrücken bezeichnet.

## Geschichte
Untersteinbach war in der Steuerrechnung des Pflegamts Hirschau des Jahres 1577 aufgeführt.
Am 1. Mai 1978 wurde Untersteinbach als Teil der Gemeinde Massenricht zusammen mit den Orten Massenricht, Obersteinbach, den Weilern Rödlas und Träglhof und der Einöde Hummelmühle im Zuge der Gemeindegebietsreform in die Stadt Hirschau eingegliedert.

## Religionen
Die Glaubenswirren des 16. und 17. Jahrhunderts wirkten sich auch in der Gegend um Untersteinbach aus. Es ist anzunehmen, dass Untersteinbach, das wohl ursprünglich zum Benefizium und später zur Expositur Ehenfeld gehörte, mehrmals die Konfession wechselte. Im Jahr 1628 wurde Untersteinbach zusammen mit Ehenfeld endgültig katholisch.
Ehenfeld ist noch als Pfarrgemeinde selbständig, bildet aber mit Hirschau seit 2003 eine Seelsorgeeinheit.

## Baudenkmäler
Siehe: Liste der Baudenkmäler in Hirschau#Untersteinbach

## Wirtschaft und Infrastruktur

### Verkehr
Untersteinbach erreicht man von Hirschau aus über Ehenfeld, Massenricht und Obersteinbach nach zehn Kilometern über die Kreisstraße AS 18 oder nach drei Kilometern über Nebenstraßen von Kohlberg aus. Untersteinbach liegt an der Grenze des Landkreises Amberg-Sulzbach zum Landkreis Neustadt an der Waldnaab.
An den öffentlichen Nahverkehr ist Untersteinbach mit den Buslinien angebunden. Dabei handelt es sich um die Linie 59 der RBO über Lintach nach Amberg (VGN-Linie 459). Diese Linie wurde am 1. September 2001 bis nach Untersteinbach verlängert. Zuvor war in Massenricht Endstation. Die zweite Linie ist der Ortslinienverkehr Hirschau, der die Ortsteile von Hirschau miteinander verbindet (RBO-Linie 6334, VGN-Linie 468).
Die nächstgelegenen Bahnhöfe befinden sich in Freihung (7 km), in Röthenbach (3 km) und in Amberg (27 km).

### Bildung
Bis Mitte November 1946 gingen die Kinder aus Untersteinbach nach Röthenbach zur Schule. Ab am 20. November 1946, als in Massenricht eine Notschule im Gasthof Prösl eingerichtet wurde, wechselten sie dorthin. Am 17. Oktober 1949 konnte das Schulhaus in Massenricht eingeweiht werden. Bis zur Auflösung der Schule im Jahre 1976 wurde dort unterrichtet. Heute gehen Schüler aus Untersteinbach in die Grundschule nach Ehenfeld und in die Hauptschule nach Hirschau.